# Devoldkalven
Der Devolkalven ist ein 2215 m hoher Nunatak im ostantarktischen Königin-Maud-Land. Im Gebirge Sør Rondane ragt er nahe dem Devoldnuten im oberen Abschnitt des Byrdbreen auf.
Wissenschaftler des Norwegischen Polarinstituts benannten ihn 1988 nach dem norwegischen Polarforscher Hallvard Ophus Devold (1898–1957), der 1933 gemeinsam mit Hjalmar Riiser-Larsen und Olav Kornelius Kjelbotn (1898–1966) die Prinzessin-Ragnhild-Küste per Hundeschlitten erkundet hatte.